# Двадцать восьмая поправка к Конституции Ирландии
Двадцать восьмая поправка к Конституции Ирландии (Первый лиссабонский референдум) — поправка к Конституции Ирландии, ратифицирующая Лиссабонский договор (точнее, изменения в Конституции Ирландии, необходимые для его ратификации), отвергнутая по результатам референдума 12 июня 2008 года. Впрочем, договор был принят ирландцами на повторном референдуме, состоявшемся в октябре 2009 года.

## История принятия Лиссабонского договора в Ирландии
| Государство                                                                                                | Решение вынесено | Институт                   | За        | Против    | Возд.     | Утверждён       | Ссылки      |
| --- | ---------------- | -------------------------- | --------- | --------- | --------- | --------------- | ----------- |
| Ирландия                                                                                                   | 29 апреля 2008   | Дойл Эрэн (первый реф.)    | Передан   | Передан   | Передан   | 23 октября 2009 | [ 2 ]       |
| Ирландия                                                                                                   | 9 мая 2008       | Сенат Эрен (первый реф.)   | Передан   | Передан   | Передан   | 23 октября 2009 | [ 2 ]       |
| Ирландия                                                                                                   | 12 июня 2008     | Референдумa                | 46,6 %    | 53,4 %    | --        | 23 октября 2009 | [ 2 ]       |
| Ирландия                                                                                                   | 8 июля 2009      | Дойл Эрэн (второй реф.)    | Передан   | Передан   | Передан   | 23 октября 2009 | [ 3 ]       |
| Ирландия                                                                                                   | 9 июля 2009      | Сенат Эрен (второй реф.)   | Передан   | Передан   | Передан   | 23 октября 2009 | [ 3 ]       |
| Ирландия                                                                                                   | 2 октября 2009   | Второй референдумb         | 67,1 %    | 32,9 %    | --        | 23 октября 2009 | [ 4 ]       |
| Ирландия                                                                                                   | 15 октября 2009  | Президент Ирландии         | Утверждён | Утверждён | Утверждён | 23 октября 2009 | [ 5 ]       |
| Ирландия                                                                                                   | 21 октября 2009  | Дойл Эрэн (статус закона)  | Передан   | Передан   | Передан   | 23 октября 2009 | [ 6 ]       |
| Ирландия                                                                                                   | 22 октября 2009  | Сенат Эрен (статус закона) | Передан   | Передан   | Передан   | 23 октября 2009 | [ 6 ]       |
| Ирландия                                                                                                   | 27 октября 2009  | Президент Ирландии         | Утверждён | Утверждён | Утверждён | 23 октября 2009 | [ 7 ] [ 8 ] |
| ↑ Явка: 1,621,037 (53.13 %); 6,171 (0.4 %) испорченных; 752,451; (46.4 %) «за», 862,415 (53.2 %) «против». |                  |                            |           |           |           |                 |             |
| ↑ Явка: 1,816,098 (59.0 %); 7,224 (0.4 %) испорченных; 1,214,268 (67.1 %) «за», 594,606 (32.9 %) «против». |                  |                            |           |           |           |                 |             |

## Список изменений, вынесенных на обсуждение
- Удаление целиком статьи 29.4.9:

Оригинальный текст (англ.)The State shall not adopt a decision taken by the European Council to establish a common defence pursuant to Article 1.2 of the Treaty referred to in subsection 7° of this section where that common defence would include the State.

- Удаление целиком статьи 29.4.11:

Оригинальный текст (англ.)The State may ratify the Agreement relating to Community Patents drawn up between the Member States of the Communities and done at Luxembourg on the 15th day of December, 1989.

- (подраздел 10 статьи 29.4 сохранялся, но менял номер на 9)
- Вставка новой статьи 29.4.10:

Оригинальный текст (англ.)The State may ratify the Treaty of Lisbon amending the Treaty on European Union and the Treaty establishing the European Community, signed at Lisbon on the 13th day of December 2007, and may be a member of the European Union established by virtue of that Treaty.

- Вставка новой статьи 29.4.11:

Оригинальный текст (англ.)No provision of this Constitution invalidates laws enacted, acts done or measures adopted by the State that are necessitated by the obligations of membership of the European Union referred to in subsection 10 of this section, or prevents laws enacted, acts done or measures adopted by the said European Union or by institutions thereof, or by bodies competent under the treaties referred to in this section, from having the force of law in the State.

- Вставка новой статьи 29.4.12:

Оригинальный текст (англ.)The State may exercise the options or discretions provided by or under Articles 1.22, 2.64, 2.65, 2.66, 2.67, 2.68 and 2.278 of the Treaty referred to in subsection 10 of this section and Articles 1.18 and 1.20 of Protocol No. 1 annexed to that Treaty, but any such exercise shall be subject to the prior approval of both Houses of the Oireachtas.

- Вставка новой статьи 29.4.13:

Оригинальный текст (англ.)The State may exercise the option to secure that the Protocol on the position of the United Kingdom and Ireland in respect of the area of freedom, security and justice annexed to the Treaty on the European Union and the Treaty on the Functioning of the European Union (formerly known as the Treaty establishing the European Community) shall, in whole or in part, cease to apply to the State, but any such exercise shall be subject to the prior approval of both Houses of the Oireachtas.

- Вставка новой статьи 29.4.14:

Оригинальный текст (англ.)The State may agree to the decisions, regulations or other acts under —
    i. Article 1.34(b)(iv),
    ii. Article 1.56 (in so far as it relates to Article 48.7 of the Treaty referred to in subsection 4 of this section),
    iii. Article 2.66 (in so far as it relates to the second subparagraph of Article 65.3 of the Treaty on the Functioning of the European Union),
    iv. Article 2.67 (in so far as it relates to subparagraph (d) of Article 69A.2, the third subparagraph of Article 69B.1 and paragraphs 1 and 4 of Article 69E of the Treaty on the Functioning of the European Union),
    v. Article 2.144(a),
    vi. Article 2.261 (in so far as it relates to the second subparagraph of Article 270a.2 of the Treaty on the Functioning of the European Union), and
    vii. Article 2.278 (in so far as it relates to Article 280H of the Treaty on the Functioning of the European Union), of the Treaty referred to in subsection 10 of this section, and may also agree to the decision under the second sentence of the second subparagraph of Article 137.2 of the Treaty on the Functioning of the European Union (as amended by Article 2.116(a) of the Treaty referred to in the said subsection 10), but the agreement to any such decision, regulation or act shall be subject to the prior approval of both Houses of the Oireachtas. 

- Вставка новой статьи 29.4.15:

Оригинальный текст (англ.)The State shall not adopt a decision taken by the European Council to establish a common defence pursuant to —

    i. Article 1.2 of the Treaty referred to in subsection 7 of this section, or
    ii. Article 1.49 of the Treaty referred to in subsection 10 of this section, where that common defence would include the State. 

## Предвыборная кампания
Мнения о референдуме
| Организация                                | Мнение      |
| ------------------------------------------ | ----------- |
| Cóir                                       | Против      |
| Независимый рабочий союз Ирландии          | Против      |
| Ирландский альянс за Европу                | За          |
| Ирландский конгресс Торгового союза        | За          |
| Irish Creamery Milk Suppliers Association  | За          |
| Ассоциация ирландских фермеров             | За          |
| Фианна Файл                                | За          |
| Фине Гэл                                   | За          |
| Зелёная партия Ирландии                    | Смешанное   |
| Лейбористская партия                       | За          |
| Libertas Institute                         | Против      |
| National Platform                          | Против      |
| Peace and Neutrality Alliance              | Против      |
| People's Movement                          | Против      |
| Progressive Democrats                      | За          |
| Referendum Commission                      | Нейтральное |
| SIPTU                                      | Нейтральное |
| Шинн Фейн                                  | Против      |
| Социалистическая партия                    | Против      |
| Социалистическая рабочая партия            | Против      |
| Technical Electrical and Engineering Union | Против      |
| Рабочая партия Ирландии                    | Против      |

## Результаты
| Двадцать восьмая поправка к Конституции Ирландии | Двадцать восьмая поправка к Конституции Ирландии | Двадцать восьмая поправка к Конституции Ирландии |
| За или против                                    | Голосов                                          | Процент                                          |
| ------------------------------------------------ | ------------------------------------------------ | ------------------------------------------------ |
| За                                               | 752 451                                          | 46.60 %                                          |
| Против                                           | 862 415                                          | 53.40 %                                          |
| Действительные голоса                            | 1 614 866                                        | 99.62 %                                          |
| Чистые или бракованные бланки                    | 6 171                                            | 0.38 %                                           |
| Всего голосов                                    | 1 621 037                                        | 100,00 %                                         |
| Явка                                             | 53.13 %                                          | 53.13 %                                          |
| Число избирателей                                | 3 051 278                                        | 3 051 278                                        |